# Tasiocera (Tasiocera) occidentalis
Tasiocera (Tasiocera) occidentalis is een tweevleugelige uit de familie steltmuggen (Limoniidae). De soort komt voor in het Australaziatisch gebied.